# Torri dei Salvucci
Le Torri dei Salvucci sono due torri gemelle di San Gimignano situate in Piazza Delle Erbe, di fianco a Piazza Duomo.

## Storia e descrizione
Appartenute alla più importante famiglia guelfa della città, i Salvucci appunto, furono costruite dall'aspetto imponente, in maniera da simboleggiare la supremazia familiare sulla città. In origine appartenevano alla famiglia de’ Mangeri, il cui simbolo è ancora visibile scolpito sulle mensole di pietra soprastanti la strada. In seguito ad accordi e a matrimoni con la famiglia Salvucci, nel 1257, passarono a quest’ultima famiglia, furono unite al palazzo ed ad un'altra torre limitrofa dei Salvucci per formare un unico complesso. Quest’ ultima torre, innalzata nel 1248, venne successivamente ridotta in altezza, forse perché all'epoca della costruzione essa superava in altezza i 51 metri della torre Rognosa, nonostante un espresso divieto ad oltrepassare tale altezza del 1255.. Tale torre però crollo’ nel 1439, distruggendo il palazzo Salvucci e parzialmente danneggiando la vicina torre Useppi, che dovette essere abbassata per ragioni di stabilità’. 
I Salvucci si erano arricchiti con la mercatura e l'usura, ed erano acerrimi nemici degli Ardinghelli, famiglia ghibellina, che aveva torri e palazzo nella parte opposta della piazza. Le continue lotte e rappresaglie fra queste due famiglie furono una delle ragioni del declino della autonomia comunale nella metà del XIV secolo e della finale sottomissione a Firenze.
Le torri sono entrambe a base quadrata e con pochissime aperture, solo qualche finestrella rettangolare. Al pian terreno presentano degli strettissimi portalini, sormontati da architrave o da arco a sesto acuto.
La Torre Salvucci Maggiore, la più alta delle due, ospita oggi un'originale residenza d'epoca su più piani disponibile per locazione turistica.